# Alycia Parks
Alycia Parks (nació el 31 de diciembre de 2000) es una jugadora de tenis profesional estadounidense.
Parks tiene un ranking de individuales WTA más alto de su carrera, No. 51, logrado en febrero de 2023. También tiene un ranking WTA más alto de su carrera, No. 52 en dobles, logrado en enero de 2023.

## Títulos WTA (3; 1+2)

### Individual (1)
| Leyenda              |
| -------------------- |
| Grand Slam (0)       |
| Juegos Olímpicos (0) |
| WTA Finals (0)       |
| WTA 1000 (0)         |
| WTA 500 (0)          |
| WTA 250 (1)          |

| N.º | Fecha                | Torneo | Superficie | Oponente en la final | Resultado   |
| --- | -------------------- | ------ | ---------- | -------------------- | ----------- |
| 1.  | 5 de febrero de 2023 | Lyon   | Dura (i)   | Caroline Garcia      | 7-6(7), 7-5 |

### Dobles (2)
| Leyenda              |
| -------------------- |
| Grand Slam (0)       |
| Juegos Olímpicos (0) |
| WTA Finals (0)       |
| WTA 1000 (1)         |
| WTA 500 (1)          |
| WTA 250 (0)          |

| N.º | Fecha                | Torneo     | Superficie | Pareja          | Oponentes en la final          | Resultado           |
| --- | -------------------- | ---------- | ---------- | --------------- | ------------------------------ | ------------------- |
| 1.  | 9 de octubre de 2022 | Ostrava    | Dura (i)   | Caty McNally    | Alicja Rosolska Erin Routliffe | 6-3, 6-2            |
| 2.  | 19 de agosto de 2023 | Cincinnati | Dura       | Taylor Townsend | Nicole Melichar Ellen Perez    | 6-7(1), 6-4, [10-6] |

#### Finalista (1)
| N.º | Fecha               | Torneo     | Superficie | Pareja       | Oponentes en la final            | Resultado   |
| --- | ------------------- | ---------- | ---------- | ------------ | -------------------------------- | ----------- |
| 7.  | 25 de junio de 2023 | Birmingham | Hierba     | Storm Hunter | Marta Kostyuk Barbora Krejčíková | 2-6, 6-7(7) |

## Títulos WTA 125s

### Individual 4
| Núm | Fecha                   | Torneo   | Superficie | Oponente           | Puntaje       |
| --- | ----------------------- | -------- | ---------- | ------------------ | ------------- |
| 1.  | 4 de diciembre de 2022  | Andorra  | Dura (i)   | Rebecca Peterson   | 6-1, 6-4      |
| 2.  | 11 de diciembre de 2022 | Angers   | Dura (i)   | Anna-Lena Friedsam | 6-4, 4-6, 6-4 |
| 3.  | 23 de junio de 2024     | Gaiba    | Césped     | Bernarda Pera      | 6-3, 6-1      |
| 4.  | 27 de julio de 2024     | Varsovia | Dura       | Maya Joint         | 4-6, 6-3, 6-3 |

### Dobles 3
| Núm | Fecha                   | Torneos | Superficie | Pareja          | Oponentes                               | Resultado   |
| --- | ----------------------- | ------- | ---------- | --------------- | --------------------------------------- | ----------- |
| 1.  | 6 de noviembre de 2022  | Midland | Dura (i)   | Asia Muhammad   | Anna-Lena Friedsam Nadiia Kichenok      | 6-2, 6-3    |
| 2.  | 11 de diciembre de 2022 | Angers  | Dura (i)   | Shuai Zhang     | Miriam Kolodziejova Marketa Vondrousova | 6-2, 6-2    |
| 3.  | 22 de junio de 2024     | Gaiba   | Césped     | Hailey Baptiste | Miriam Kolodziejová Anna Sisková        | 7-6(4), 6-2 |